# Otoko arite
Otoko arite (男ありて?) è un film del 1955 diretto da Seiji Maruyama. Internazionalmente è conosciuto come No Time for Tears.

## Trama
L'allenatore Shimamura della squadra di baseball degli Sparrows ha il nuovo lanciatore di nome Ônishi. Ônishi inizia una relazione romantica con la figlia dell'allenatore Michiko e Shimamura si arrabbia con il giovane, denigrandolo quando disobbedisce alle istruzioni durante una partita. Michiko invece si arrabbia con suo padre, che diventa sempre più depresso ma, quando una tragedia colpisce la famiglia, l'allenatore Shimamura inizia a perdere il controllo proprio quando la sua famiglia e la sua squadra hanno più bisogno di lui.